# Pachyporospora retorta pacifica
Pachyporospora retorta pacifica is een Subspecies in de taxonomische indeling van de Myzozoa, een stam van microscopische parasitaire dieren. Het organisme komt uit het geslacht Pachyporospora en behoort tot de familie Porosporidae. Pachyporospora retorta pacifica werd in 1977 ontdekt door Theodorides.